# Бастиан Райнхарт
Бастиан Райнхарт (на немски: Bastian Reinhardt) е немски футболист, роден на 19 ноември 1975 в Лудвихслуст, Германия.

## Кариера
Като юноша играе в отборите на ФК Грабовер, 1. ФК Магдебург и Волфсбург, а след това във ФфЛ 93 Хамбург, Хановер и Арминия Билефелд, с който спечелва промоция за Първа Бундеслига през сезон 2001/2002. Един сезон по-късно преминава в Хамбургер ШФ, където спечелва Купата на Лигата (2003), Купата на УЕФА-Интертото (2005) и бронзови медали от първенството през сезон 2005/2006. През май 2009 напуска Хамбургер, но месец по-късно подписва нов контракт с отбора. След края на сезон 2009/10 защитникът се отказва от футбола и става спортен директор на Хамбургер.

## Успехи
- 1х Носител на Купата на лигата: 2003
- 2х Носител на Купа Интертото: 2005, 2007

## Любопитно
- Любим спортист: Хълк Хоган
- Хобита: книги, тенис